# 米斯特爾巴赫 (奧地利)
米斯特爾巴赫（德語：Mistelbach，德語發音：[ˈmɪstl̩ˌbax] ⓘ）是奧地利下奧地利州的市镇，位於該國東北部，距離首都維也納40公里，面積131.38平方公里，海拔高度190米，2009年人口1.05萬人。